# Amparafaravola (stad)
Amparafaravola is een stad in Madagaskar, gelegen in de regio Alaotra-Mangoro. De stad telt 48.284 inwoners (2005).

## Geschiedenis
Tot 1 oktober 2009 lag Amparafaravola in de provincie Toamasina. Deze werd echter opgeheven en vervangen door de regio Alaotra-Mangoro. Tijdens deze wijziging werden alle autonome provincies opgeheven en vervangen door de in totaal 22 regio's van Madagaskar.

## Onderwijs
Naast het basisonderwijs biedt de stad zowel middelbaar als hoger onderwijs aan.

## Economie
Landbouw en veeteelt bieden werkgelegenheid aan respectievelijk 80% en 10% van de beroepsbevolking. Het belangrijkste gewas in Amparafaravola is rijst, terwijl andere belangrijke producten maïs en cassave betreffen. In de industriële en dienstensector werkt respectievelijk 1% en 8% van de bevolking. Daarnaast werkt 1% van de bevolking in de visserij.